# Absolution

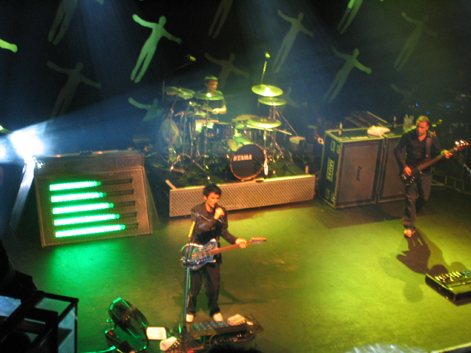
Muse in 2004 bij een optreden in Perth, waarbij een deel van de Absolution-artwork van Storm Thorgerson op de achtergrond te zien is.

Absolution is het derde studioalbum van de Britse rockgroep Muse. Het kwam in het Verenigd Koninkrijk uit op 21 september 2003 en in de Verenigde Staten op 23 maart 2004 op het label van Taste Music Limited. Absolution behaalde de eerste plaats in de UK Album Chart en de tweede plaats in de Nederlandse Album Top 100. Er werden vijf singles uitgebracht: Stockholm Syndrome, Time Is Running Out, Hysteria, Sing for Absolution en Butterflies and Hurricanes.
Muse begon eind 2002 met producers John Cornfield en Paul Reeve aan nieuw materiaal, maar op het merendeel van het album zou er gewerkt worden met Rich Costey. De opnamen vonden voornamelijk plaats in Londen en Ierland. Het resultaat was volgens Matt Bellamy "van recht-door-zee hardrock tot epische, Queen-achtige fantasieën".

## Opnamen
Na het laatste optreden van de Origin of Symmetry-toer in augustus 2002 tijdens de Reading en Leeds Festivals, kon Muse voor het eerst sinds de doorbraak van de band een rustpauze nemen. Hierdoor konden de bandleden meer tijd thuis doorbrengen en kon het werk aan een nieuw album in een rustig tempo beginnen. Er waren ditmaal geen deadlines en zo kon Muse dus zo vaak mogelijk repeteren en herhalen. Na enkele maanden werd er een oefenruimte in Londen gehuurd en werd er gewerkt aan nieuw materiaal. Frontman Matthew Bellamy over de situatie: "We konden echt weer 'vrij' muziek maken, het leek wel op de dagen in Teignmouth zonder platendeal. Dat had als voordeel dat de nummers erg goed in elkaar zaten toen we de studio ingingen. Veel beter dan bij Origin of Symmetry." Qua productie werkte Muse aanvankelijk met John Cornfield en Paul Reeve. Samen werden er enkele nummers opgenomen, zoals Butterflies and Hurricanes en Blackout. Het album kreeg de werktitel The Smallprint en de opnamen begonnen groots: Muse liet een orkest van 32 man overkomen en had 98 achtergrondzangers aangesteld. Na het opnemen van twee nummers met deze bezetting vond de band dat het wel erg uit de hand begon te lopen en werden de opnamen geschrapt.
De band leerde later producer Rich Costey kennen via wederzijdse vrienden. Costey, die een fan was van Origin of Symmetry, werd door Muse gekozen om iets nieuws uit te proberen qua muziek en inspiratie. Het werk met Cornfield en Reeve werd als positief ervaren, maar Muse nodigde echter Costey uit om de rest van het album te produceren. Een andere reden hiervoor was dat de band zijn werk met Rage Against the Machine en Audioslave kon waarderen. De band en Costey begonnen met het werk in de AIR Lyndhurst Studio's in Londen. Costey ging aan de slag met bestaand materiaal: Blackout werd door hem gemixt met gebruik van een mandoline en in Butterflies and Hurricanes zou hij de zang, basgitaar en piano aanpassen. Costey over zijn aanpak: "Ik vond het jammer dat ze kolossaal, dynamisch, episch en krachtig wilden klinken, maar dat ze op de vorige twee albums dat niet op elk nummer bereikten. Dus het eerste dat ik wilde doen wat ervoor zorgen dat ze aardig agressief en groots klinken als het moest. Dat zou liggen aan zowel de opnamenmethode als hun prestaties."
Voor het laatste deel van de opnamen vertrok Muse naar Grouse Lodge in Ierland; een locatie die ze via het internet gevonden hadden. Omdat de band het hele huis afgehuurd had, kon het volledig zijn eigen weg gaan. Er werd door Costey en Muse veel geëxperimenteerd met verschillende ruimtes en akoestiek. Costey kwam op het idee om bepaalde drumpartijen buiten op te nemen, maar omschreef het geluid later als "verschrikkelijk". Deze opnamen werden ook niet meer gebruikt. De drums in het nummer Apocalypse Please wilde Costey zo 'episch' mogelijk maken. De drum werden op een plek naast een zwembad geplaatst, waarbij drummer Dominic Howard in het water moest staan om het te bespelen. Microfoons rondom het zwembad registreerden daarop het geluid. Dezelfde techniek werd gebruikt op Time Is Running Out. Er werd geprobeerd nog meer trucs uit te halen met het water (waaronder bubbels) maar deze werden bijna allemaal niet opgenomen in het album. Slechts één moment is nog te horen: in Thoughts of a Dying Atheist is te horen hoe bassist Chris Wolstenholme in het water duikt.

## Stijl
Bellamy over de stijl van het album: "We wilden iets origineels boetseren uit respect voor het verleden. Van recht-door-zee hardrock tot epische, Queen-achtige fantasieën. Alles is door elkaar heen gemixt zodat we niet direct stijlen hebben gekopieerd, maar je hoort wel dat we ze geraadpleegd hebben. Een interessante verzameling oude dingen die tegelijkertijd iets heel nieuws vormt." Bellamy besloot tijdens de opnamen ook maar één gitaarlaag in een nummer te stoppen. Dat gebeurde eerder niet, zoals bij Citizen Erased en Micro Cuts, waar verschillende gitaarlagen in verwerkt zitten. Bellamy merkte dat, bij het live spelen van deze nummers, het versimpelde geluid beter klonk waardoor hij voor dit album besloot het bij één gitaar te houden.
De titel Absolution refereert volgens Howard naar 'in algemene zien iets terugdraaien wat je hebt fout gedaan': "In Sing for Absolution, een van de nummers van het album, gaat het over het proces van het schrijven en zingen van nummers. Dat kan ook een soort vorm van absolutie zijn. Om dingen te ontcijferen die je niet begrijpt. En daardoor dingen positiever te maken voor jezelf." Tekstueel gezien begon Bellamy zich meer te richten op complottheorieën, theologie, wetenschap en het bovennatuurlijke. Ook politieke gebeurtenissen, die hij "onmogelijk te vermijden" noemde, werden uitgelicht. Voorbeelden hiervan waren onder andere de oorlogen in Irak en Afghanistan in 2003. De bandleden voelden dat het album donkerder is geworden door deze gebeurtenissen. Bellamy: "Het album komt over als een algemeen wantrouwen jegens de mensen met macht. Het gaat over momenten van angst, een flink deel over het einde van de wereld." Een andere reden voor het donkere thema is de dood van Bellamy's oom, die omgebracht werd door de IRA.
De voorkant van het album is ontworpen door Storm Thorgerson, een Engelse ontwerper die veel covers voor Pink Floyd heeft gemaakt. Behalve de Absolution-cover heeft Thorgerson ook de voorkant van Black Holes and Revelations en de single Butterflies and Hurricanes gemaakt. Dominic Howard zegt dat de cover op twee manieren kan worden gezien: mensen die op de aarde af komen, of mensen die van de aarde af gaan.

## Uitgave en promotie
In juli 2003 werd de titel Absolution bekendgemaakt. De eerste single werd Stockholm Syndrome, maar was alleen via download beschikbaar. De eerste fysieke single werd Time Is Running Out. Absolution verscheen in de eerste week na de uitgave op de eerste plaats op de UK Album Chart. In Nederland behaalde het album in de tweede week de tweede plaats, dat later de hoogste notering zou blijken. In de Album Top 100 bleef Absolution 29 weken op de lijst. Later stonden ze ook op één in de Franse hitlijsten. Binnen een aantal weken stond het album in de top 5 in 12 landen, top 10 in 15 landen en in de top 20 in 20 landen. Het album stond in de VS op nummer 107, ondanks de "bijna dubbel release".
Ter promotie van het album begon Muse eind 2003 aan een Europese toer. De band trapte af in Amsterdam, waar op in september een concert in de Melkweg werd
gehouden die alleen toegankelijk was voor abonnementhouders van OOR. Dezelfde formule werd herhaald voor een concert in ABBOX in Brussel, waarbij tickets via een prijsvraag werden weggegeven door Warner Bros. Ook optredens in Keulen, Parijs, Milaan en Londen werden zo georganiseerd. Het jaar erop volgde een reeks concerten in Australië, Japan, Noord-Amerika en opnieuw Europa. In de zomer van 2004 was de band onder andere te zien op Pinkpop, Rock Werchter, Rock am Ring en T in the Park. In het najaar begon Muse aan een nieuwe Australische en Noord-Amerikaanse toer, om op 19 en 20 december 2004 af te sluiten met twee concerten in het Londense Earl's Court.

## Ontvangst
De reacties uit de media waren overwegend positief: reviewsite Metacritic verzamelde een gemiddelde van 72 (uit 100) aan voor Absolution. Rolling Stone legt een vergelijking met The Bends van Radiohead, maar "instrumentale virtuositeit in een progessieve rock-stijl". Daarnaast bekritiseert het tijdschrift de zang van Bellamy: Apocalypse Please, de turbulente opening, bestaat uit bijna Liberace-achtige piano met stopmende gitaararpeggio's. Het is jammer dat zanger Matt Bellamy niet zoveel vernuft in zijn zang brengt: in kalme nummers zoals Ruled by Secrecy lijkt het alsof Thom Yorke en Jeff Buckley de enige zangers zijn die hij ooit gehoord heeft." Ook The Guardian legt de link met Liberace: "Zelfs Butterflies and Hurricanes, dat in drie delen komt en een pianostuk bevat dat Liberace zelf zou afdoen als te opzichtig, heeft een zeer verleidelijke melodie. Net zoals de rest van Absolution, net zoals Muse zelf, mag het spectaculair krankzinnig zijn, maar zeker ook spectaculair." De krant benadrukte verder hun zelfverzekerdheid over hun 'bombastische' stijl en was onder de indruk van de onbeschaamdheid waarmee dit bij de luisteraar wordt 'opgedrongen'.
Absolution won één prijs: tijdens de Kerrang! Awards in 2004 won Muse de prijs voor het beste album.

## Nummers
Alle teksten zijn geschreven door Matthew Bellamy, alle muziek is geschreven door Muse.
| 1.                 | Intro                       | 0:22 |
| 2.                 | Apocalypse Please           | 4:12 |
| 3.                 | Time Is Running Out         | 3:56 |
| 4.                 | Sing for Absolution         | 4:54 |
| 5.                 | Stockholm Syndrome          | 4:58 |
| 6.                 | Falling Away With You       | 4:40 |
| 7.                 | Interlude                   | 0:37 |
| 8.                 | Hysteria                    | 3:47 |
| 9.                 | Blackout                    | 4:22 |
| 10.                | Butterflies and Hurricanes  | 5:01 |
| 11.                | The Small Print             | 3:28 |
| 12.                | Endlessly                   | 3:49 |
| 13.                | Thoughts of a Dying Atheist | 3:11 |
| 14.                | Ruled by Secrecy            | 4:51 |
| Totale duur: 52:19 |                             |      |

### Gerelateerde uitgaven
| Nr. | Titel                    | Duur |
| --- | ------------------------ | ---- |
| 1.  | The Making of Absolution |      |

| Nr. | Titel               | Duur |
| --- | ------------------- | ---- |
| 1.  | Stockholm Syndrome  | 7:14 |
| 2.  | New Born            | 6:11 |
| 3.  | Muscle Museum       | 4:18 |
| 4.  | Hysteria            | 4:14 |
| 5.  | Bliss               | 4:01 |
| 6.  | Time Is Running Out | 4:06 |

Deze bonus-cd bevat een aantal nummers van Muse' optreden op het festival Big Day Out te Sydney op 23 januari 2004. De nummers zijn opgenomen voor het Australische radiostation Triple J en uitgezonden in de radioshow Live At The Wireless.

## Medewerkers
- Muse - muziek, productie
  - Matthew Bellamy - Zang, gitaar, keyboard, piano, teksten, strijkersarrangementen
  - Christopher Wolstenholme - Basgitaar, achtergrondzang
  - Dominic Howard - Drums
- Rich Costey - productie, mixing, engineer
- John Cornfield - productie
- Paul Reeve - productie, achtergrondzang
- Audrey Riley - strijkersarrangementen
- Dan Abbott - artwork
- Storm Thorgerson - artwork
- Lee Baker - artwork
- Sam Winston - artwork

- Roger Lian - editing
- Adam Noble - engineer
- Ciaran Bradshaw - engineer
- Darren Mora - engineer
- Donald Clark - engineer
- Jason Grossman - engineer
- Tom Joyce - engineer
- Wally Gagel - engineer
- Dennis Smith - executive producer
- Safta Jeffrey - executive producer
- Howie Weinberg - mastering
- Perou - fotografie

## Hitnotering
| Absolution in de Nederlandse Album Top 100 - binnen: 27 juni 2003 | Absolution in de Nederlandse Album Top 100 - binnen: 27 juni 2003 | Absolution in de Nederlandse Album Top 100 - binnen: 27 juni 2003 | Absolution in de Nederlandse Album Top 100 - binnen: 27 juni 2003 | Absolution in de Nederlandse Album Top 100 - binnen: 27 juni 2003 | Absolution in de Nederlandse Album Top 100 - binnen: 27 juni 2003 | Absolution in de Nederlandse Album Top 100 - binnen: 27 juni 2003 | Absolution in de Nederlandse Album Top 100 - binnen: 27 juni 2003 | Absolution in de Nederlandse Album Top 100 - binnen: 27 juni 2003 | Absolution in de Nederlandse Album Top 100 - binnen: 27 juni 2003 | Absolution in de Nederlandse Album Top 100 - binnen: 27 juni 2003 | Absolution in de Nederlandse Album Top 100 - binnen: 27 juni 2003 | Absolution in de Nederlandse Album Top 100 - binnen: 27 juni 2003 | Absolution in de Nederlandse Album Top 100 - binnen: 27 juni 2003 | Absolution in de Nederlandse Album Top 100 - binnen: 27 juni 2003 | Absolution in de Nederlandse Album Top 100 - binnen: 27 juni 2003 | Absolution in de Nederlandse Album Top 100 - binnen: 27 juni 2003 | Absolution in de Nederlandse Album Top 100 - binnen: 27 juni 2003 |
| Week                                                              | 01                                                                | 02                                                                | 03                                                                | 04                                                                | 05                                                                | 06                                                                | 07                                                                | 08                                                                | 09                                                                | 10                                                                | 11                                                                | 12                                                                | 13                                                                |                                                                   | 14                                                                |                                                                   | 15                                                                |
| ----------------------------------------------------------------- | ----------------------------------------------------------------- | ----------------------------------------------------------------- | ----------------------------------------------------------------- | ----------------------------------------------------------------- | ----------------------------------------------------------------- | ----------------------------------------------------------------- | ----------------------------------------------------------------- | ----------------------------------------------------------------- | ----------------------------------------------------------------- | ----------------------------------------------------------------- | ----------------------------------------------------------------- | ----------------------------------------------------------------- | ----------------------------------------------------------------- | ----------------------------------------------------------------- | ----------------------------------------------------------------- | ----------------------------------------------------------------- | ----------------------------------------------------------------- |
| Nummer                                                            | 33                                                                | 2                                                                 | 6                                                                 | 9                                                                 | 13                                                                | 12                                                                | 19                                                                | 26                                                                | 37                                                                | 53                                                                | 67                                                                | 71                                                                | 80                                                                | uit                                                               | 100                                                               | uit                                                               | 99                                                                |
| Week                                                              |                                                                   | 16                                                                | 17                                                                | 18                                                                | 19                                                                | 20                                                                | 21                                                                | 22                                                                | 23                                                                | 24                                                                | 25                                                                | 26                                                                | 27                                                                |                                                                   | 28                                                                | 29                                                                |                                                                   |
| Nummer                                                            | uit                                                               | 42                                                                | 42                                                                | 45                                                                | 56                                                                | 67                                                                | 64                                                                | 59                                                                | 72                                                                | 65                                                                | 68                                                                | 90                                                                | 90                                                                | uit                                                               | 95                                                                | 83                                                                | uit                                                               |